# Epiactis incerta
Epiactis incerta is een zeeanemonensoort uit de familie Actiniidae.
Epiactis incerta is voor het eerst wetenschappelijk beschreven door Carlgren in 1921.